# José María de Madariaga y Casado
José María de Madariaga y Casado (Hiendelaencina, 3 de julio de 1853-Madrid, 29 de enero de 1934) fue un ingeniero y catedrático español.

## Biografía
Nacido en la localidad de Hiendelaencina el 3 de julio de 1853, comenzó a estudiar Ingeniería de Minas en 1873. Tras obtener su título trabajó en Almadén. Fue catedrático de electrotecnia durante 30 años (desde 1891), presidente de la Real Sociedad Española de Física y Química entre 1906 y 1907 y académico numerario de la Real Academia de Ciencias Exactas, Físicas y Naturales, cargo al que accedió con la lectura de Exposición de algunas consideraciones sobre la explicación de ciertos fenómenos eléctricos y magnéticos, y de sus relaciones con los de la luz. Falleció en Madrid el 29 de enero de 1934.